# Usimbardo Usimbardi
Usimbardo Usimbardi (Colle di Val d'Elsa, 1552 – Colle di Val d'Elsa, 1612) è stato un religioso e vescovo cattolico italiano.

## Biografia

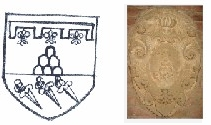
Stemma in pietra della famiglia Usimbardi nel Palazzo Pubblico di Siena con iscrizione, datato 1590

### L'infanzia
Usimbardi nacque a Colle di Val d'Elsa nel 1552, terzogenito di cinque fratelli. Due suoi contemporanei, l'amico Antonio Renieri o Rinieri e padre Cristoforo Talenti, posero in risalto, nei rispettivi scritti celebrativi, gli anni promettenti della sua adolescenza, trascorsa nel compimento di severi studi.

### A Roma da Ferdinando de' Medici
Dopo aver frequentato la scuola pubblica di Colle di Val d'Elsa, Usimbardo fu chiamato a Roma dal fratello Pietro presso la curia cardinalizia di Ferdinando I de' Medici. Se non da più tempo, sicuramente durante tale periodo Usimbardo abbracciò lo stato ecclesiastico.
Mentre adempiva alle funzioni di curiale, Usimbardo non trascurò di coltivare gli studi: seguendo, infatti, la tradizione di una famiglia di giuristi e, probabilmente, anche i propri interessi personali, frequentò i corsi di diritto canonico presso la Sapienza. Pur avendo completato il ciclo di studi, Usimbardo non si laureò a Roma: le leggi emanate da Cosimo I, limitando il carattere universale che avevano avuto gli Studia medievali, obbligavano i sudditi dello Stato fiorentino a laurearsi presso l'Università di Pisa e colpivano con il mancato riconoscimento del titolo conseguito e con pene pecuniarie chi si fosse recato presso un'Università straniera senza autorizzazione.

### Rientro a Firenze e conseguimento della laurea
Nel 1587 Usimbardo tornò a Firenze, insieme al fratello Pietro ed a Ferdinando de' Medici, che, avendo rinunciato alla dignità cardinalizia per la successione al trono di granduca di Toscana, lo volle segretario di Stato. La fama di uomo dotto ed il rapporto privilegiato con il principe gli fruttarono, nel 1589, un canonicato della chiesa metropolitana fiorentina e bisogna precisare che in quel tempo il capitolo dei canonici costituiva il senato del vescovo con funzioni non solo consultive, ma, in certi casi, anche deliberanti.
Finalmente, il 22 aprile 1591, si laureò in diritto canonico a Pisa, svolgendo una brillante esposizione dei puncta che gli erano stati assegnati, e fu accolto come giureconsulto nel collegio fiorentino. Alla sua laurea intervennero personaggi di rilievo, quali Baldassare Baldassari, rettore del collegio della Sapienza, Giovanni Talentoni e Leonardo Maurizi, lettori di logica presso il ginnasio di Pisa, Sebastiano Zuchi, Pandolfo Mannelli e Curzio Fucini dalla segreteria granducale, mentre tra i docenti, che presentarono l'Usimbardi, compare il colligiano Francesco Bertini, ordinario di diritto canonico, il quale gli consegnò le insegne dottorali, e Cappone Capponi, provveditore dell'ateneo.

### L'istituzione della nuova diocesi di Colle di Val d'Elsa
Quando papa Clemente VIII istituì con bolla del 5 giugno 1592 la diocesi di Colle, suffraganea di quella fiorentina, contestualmente nominò il primo vescovo nella persona del canonico Usimbardo Usimbardi. La scelta era stata fatta dallo stesso granduca, ma sicuramente vi influirono le amicizie allacciate dagli Usimbardi durante il periodo trascorso a Roma e la buona reputazione guadagnata presso la curia pontificia, che ivi resero bene accetta la proposta di Ferdinando I de' Medici. L'ingresso di Usimbardo in Colle fu un vero trionfo: la calorosa accoglienza dei colligiani ed il suggestivo cerimoniale sono stati narrati minuziosamente dall'erudito locale Bindo Maria Galganetti, e ne ha fatto cenno anche l'Ughelli nella sua opera Italia sacra. Terminato il consueto rituale religioso di investitura del novus episcopus, la festa, con abbondanti libagioni, fuochi d'artificio, e profusione di elemosine dai balconi del Palazzo Vescovile e di Palazzo Luci, si trasformò in realtà nella elevazione virtuale della famiglia Usimbardi al rango di signori di Colle.

### L'episcopato
L'Usimbardi si distinse subito come “esattissimo osservatore dei Canoni prescritti dal Sacrosanto Concilio di Trento”, che egli conosceva molto bene: il 24 agosto 1592, appena due mesi dopo la sua nomina, iniziò la visita pastorale, adempiendo ad un preciso dovere, ribadito con vigore dalle norme conciliari, e, tramite questa ricognizione, poté conoscere tutto il clero ed il territorio della nuova diocesi, che era stata costituita mediante smembramenti delle diocesi limitrofe. Il Galganetti ha dato risalto alle virtù spartane del vescovo, che, tra l'altro, per non vessare i parroci, li faceva accompagnare in vettura a proprie spese, chiedeva loro pasti molto semplici ed esauriva le visite in pochi giorni.
Nell'intento di rafforzare l'identità di Chiesa locale, Usimbardo pose l'intera diocesi sotto la protezione dei Santi Giovanni Battista, Faustino e Giovita, già titolari della pieve a Elsa, riservò speciale attenzione al culto dei santi e con una solenne processione trasportò in cattedrale le reliquie dell'abbazia benedettina di Santa Maria a Coneo, ormai ridotta a chiesa plebana, promuovendo una speciale devozione a San Marziale, vescovo di Limoges e discepolo di San Pietro papa ed assumendolo a tutore della nuova dignità episcopale. Inoltre, mantenne viva la forte devozione dei colligiani per l'insigne reliquia del Sacro Chiodo, che si conserva a Colle da tempo immemorabile, e, nell'ostensione straordinaria del 21 giugno 1596, la offrì alla venerazione di Ferdinando I, della granduchessa Cristina, della principessa e di numerosi nobili e cortigiani, ospitati poi a Palazzo Usimbardi per la rimanente parte del giorno.
Adempiendo, anche in ciò, ai doveri raccomandati ai vescovi dal Concilio Tridentino, nei giorni 16, 17 e 18 aprile 1594 Usimbardo tenne la prima sinodo della chiesa colligiana, che si concluse con l'emanazione delle “Constitutiones Synodales”. A coronamento di quest'opera, nel 1598 furono pubblicate le Constitutiones Curiae Ecclesiasticae Collensis. Un terzo volume, intitolato Decreta Episcoporum Collensium e voluto da monsignor Usimbardi, sembra perduto e risultava irreperibile già nel secolo scorso. Le due opere rimaste, che furono curate dallo stesso vescovo, contengono il diritto sostanziale e processuale della nuova diocesi.
L'attività di giurista caratterizzò a tal punto l'episcopato di Usimbardo che agli occhi dei contemporanei egli apparve soprattutto nelle vesti di vescovo legislatore. In una orazione in suo onore, pronunciata nel monastero di S. Michele a Passignano, il padre Talenti gli si rivolse con queste parole: "ipse vero, ne ullis umquam infernalium bestiarum incursibus dilectum infestaretur ovile, quot sanctissimis semper legibus, sanctionibus, institutis Collensium terminos communire contendit?" E concluse: "ita nunc tuto Collenses vertere in proverbium possunt, unum Usimbardum pro mille legibus esse”.
Non trascurò comunque di provvedere a tutte le altre necessità della Chiesa colligiana: iniziò l'edificazione della cattedrale, la dotò di preziose suppellettili, fece costruire l'episcopio e beneficiò i poveri, provvedendo a tutto con il concorso delle sostanze personali. Secondo il Galganetti, furono proprio tali e tanti fardelli ad accorciare la sua vita. Morì a causa di una febbre maligna nel 1612, nel ventesimo anno del suo fecondo episcopato. Chiese di essere sepolto presso l'altare del Santissimo Sacramento all'interno della cattedrale e colà si trova ancora oggi la sua tomba.